# Okauchee Lake
Okauchee Lake é uma Região censo-designada localizada no estado norte-americano de Wisconsin, no Condado de Waukesha.

## Demografia
Segundo o censo norte-americano de 2000, a sua população era de 3916 habitantes.

## Geografia
De acordo com o United States Census Bureau tem uma área de
12,8 km², dos quais 9,0 km² cobertos por terra e 3,8 km² cobertos por água.

## Localidades na vizinhança
O diagrama seguinte representa as localidades num raio de 8 km ao redor de Okauchee Lake.